# Муаллем, Валид
Вали́д аль-Муа́ллем (араб. وليد المعلم‎; 17 июля 1941, Дамаск — 16 ноября 2020, Дамаск) — сирийский дипломат. Министр иностранных дел и по делам экспатриантов Сирии в 2006—2020 годах.

## Биография

### Личная жизнь
Родился в Дамаске 17 июля 1941 года, в 1960 году окончил школу и поступил в Каирский университет. В 1963 году окончил бакалавриат по специальности «экономика». Женат, отец троих детей.

### Карьера
Валид аль-Муаллем был одним из приближённых Абдуль Халима Хаддама, который являлся близким сторонником бывшего президента Сирии Хафеза аль-Асада, вице-премьером Сирии в 1984—2005 годах, а до того занимал пост министра иностранных дел.
С 1964 года аль-Муаллем работал в министерстве иностранных дел Сирии, служил в сирийских дипломатических миссиях в Танзании, Саудовской Аравии, Испании и Великобритании. В 1975—1980 годах занимал должность посла Сирии в Румынии. В 1980—1984 годах — глава департамента удостоверения подлинности и переводов МИД Сирии. В 1990—1999 годах — посол в США. В начале 2000 года назначен помощником министра иностранных дел, в 2005 году — заместителем министра. В это время одной из основных сфер деятельности аль-Муаллема являются сирийско-ливанские отношения, он неоднократно посещал Бейрут. После убийства Рафика Харири в 2005 году в адрес аль-Муаллема звучали обвинения в том, что он якобы угрожал Харири за две недели до убийства. В 1991—1999 годах принимал участие в сирийско-израильских мирных переговорах.
Валид аль-Муаллем также — автор ряда книг по истории Сирии.
Скончался 16 ноября 2020 года в возрасте 79 лет в больнице Шами в Дамаске. Причина его смерти не разглашается, но Муаллем в течение многих лет страдал от проблем с сердцем. Он был похоронен на кладбище Меззе.

## Сочинения
- Палестина и вооружённый мир. (араб. فلسطين والسلام المسلح‎)
- Сирия в период Мандата 1917—1948. (араб. سوريا في مرحلة الانتداب من العام 1917 وحتى العام 1948‎)
- Сирия: от независимости до объединения 1948—1958. (араб.  سوريا من الاستقلال إلى الوحدة من العام 1948 وحتى العام 1958‎)
- Мир и Ближний Восток в глазами американцев. (араб. العالم والشرق الأوسط في المنظور الأمريكي‎)[15]